# 甲斐洋子
甲斐 洋子（かい ようこ、1961年8月10日 - ）は、日本のフリーアナウンサー、ファイナンシャル・プランナー。オールウェーブ・アソシエツ所属。

## 略歴
静岡県静岡市出身。大学（実践女子大学）卒業後、一時会社員生活を送る。その後東京アナウンスアカデミーに学びキャスターに転身。ラジオたんぱ（現日経ラジオ社）の『経済モーニングエクスプレス』を皮切りに、経済・金融系を中心に報道・対談番組を数多く担当する。1990年4月からテレビ東京で『株式ニュース』を担当。東京証券取引所の前場寄付直後、前場終了後、後場終了後の1日3回を約13年担当した。この間、ファイナンシャル・プランナーCFP資格、1級FP技能士を取得した。
2003年9月末をもって『株式ニュース』を卒業し、一旦休業。同年11月から1年間のスペイン留学を経て2005年から活動を再開。現在は人材派遣会社イメージキャラクターや司会・講演等で活動している。

## 人物・エピソード
- スペイン文化に造詣が深く、スペイン語やフラメンコを嗜む。
- 出身地が静岡という事もありサッカーにも詳しく、清水エスパルスのファンを公言。
- 『株式ニュース』時代の印象が強く、本人のブログにも当時のファンから書き込みが寄せられる事が多い。
- 長年ニフティ・サーブを利用し、ニフティ・マネージャーを愛用していた。サービス終了時には「寂しい」とコメント[2]。
- 2007年9月5日放送のTBS『明石家さんちゃんねる』の専属女子アナオーディションに参加。最終選考まで残るが落選[3]。その時知り合ったエド・はるみと友人になり、ライブを観に行ったり一緒に飲んだりする仲になる。